# Баллинкиллин
Баллинкиллин (англ. Ballinkillen; ирл. Baile an Cillin, «город при церкви») — деревня в Ирландии, находится в графстве Карлоу (провинция Ленстер); здесь 20 домов, в которых живут 74 человека.